# Chiesa della Natività di Maria (Castel del Piano)
La chiesa della Natività di Maria si trova a Castel del Piano ed è conosciuta anche come chiesa della Propositura o dell'Opera.
Costruita tra il XVII e il XIX secolo.
Presenta una pianta a croce latina. Ogni braccio del transetto ospita una cappella. Al suo interno i seguenti quadri: 
- La Madonna con il Bambino con Santa Caterina d'Alessandria ed altri Santi,di Giuseppe Nicola Nasini, (secolo XVII), l'opera risente dell'influsso soprattutto dei pittori veneti per quanto attiene all'uso del colore e delle luci, nonché dei contemporanei romani;
- Natività di Maria (1706/1708) di Giuseppe Nicola Nasini, è ritenuta una delle opere più interessanti del Nasini per la chiarezza compositiva e la freschezza inventiva, secondo alcuni critici questa opera pone l'artista tra i protagonisti del suo tempo;
- Pietà o Compianto su Cristo Morto di Giuseppe Nicola Nasini, prima metà del XVIII secolo;
- Madonna in Gloria tra i Santi Niccolò e Michele Arcangelo, seconda metà del XVII secolo, autore Francesco Nasini;
- San Cerbone, la Vergine ed il Bambino, secolo XVII, attribuita alla bottega di Rutilio Manetti, per alcuni ad opera del figlio Domenico.

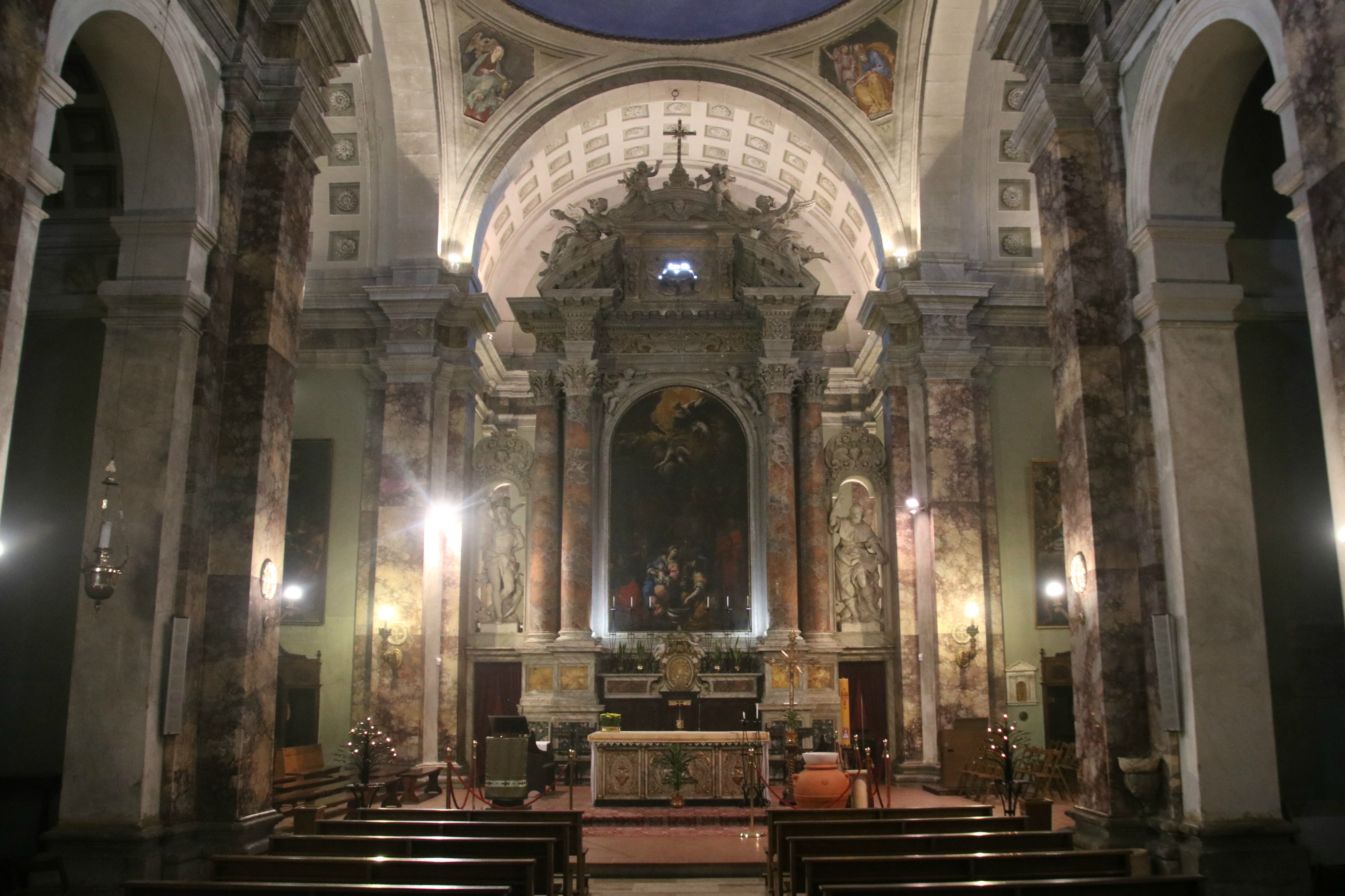
L'interno

Le decorazioni in peperino della facciata sono state realizzate da Giuseppe Domenico Felli nel 1871.